# Lördagstjärnen, Hälsingland
Lördagstjärnen är en sjö i Bollnäs kommun i Hälsingland och ingår i Testeboåns huvudavrinningsområde.